# 特利卡火山
特利卡火山是一座複式火山是尼加拉瓜火山前缘的几座火山之一，位于尼加拉瓜的西部。